# 槌柱兰属
槌柱兰属（学名：Malleola）是兰科下的一个属。该属共有约20种，分布于亚洲热带地区。